# عدنان الشعيبات
عدنان محمد عواد الشعيبات (ولد في 15 فبراير 1973)، ويُعرف باسم عدنان عواد، هو مدرب كرة قدم أردني ولاعب سابق في مركز الدفاع، وقد مثل منتخب الأردن الوطني.

## المسيرة
أعلن عدنان اعتزاله لعب كرة القدم في 22 أغسطس 2011 في مدينة عمّان على ستاد عمان الدولي، وذلك خلال مباراة ودية دولية جمعت الأردن وتونس استعدادًا لتصفيات كأس العالم 2014. بعد أن لعب الدقائق الأولى من المباراة، سلّم شارة القائد إلى زميله بشار بني ياسين، كما قدّم قميصه رقم 5 إلى زميله الأصغر في الفيصلي محمد منير.

## الألقاب والمشاركات في البطولات الدولية

### في دورة الألعاب العربية
- دورة الألعاب العربية 1997
- دورة الألعاب العربية 1999

### في كأس العرب
- كأس العرب 1998
- كأس العرب 2002

### في بطولات غرب آسيا
- بطولة اتحاد غرب آسيا لكرة القدم 2000
- بطولة اتحاد غرب آسيا لكرة القدم 2002

## وصلات خارجية
- عدنان الشعيبات على فرق كرة القدم الوطنية.كوم
- اللاعب عدنان الشعيبات على موقع كووورة.
- "ijaca.org". مؤرشف من الأصل في 2013-12-26. اطلع عليه بتاريخ 2013-01-06.